# 細島線
細島線（日语：／ Hososhima sen */?）曾經是一條連結日本宮崎縣日向市的日向市站至細島站，屬於日本國有鐵道（國鐵）的鐵路線。

## 路線資料
- 管轄：日本國有鐵道（作為細島線旅客營業時）
- 路線距離（營業距離）：3.5公里
- 軌距：1067毫米
- 站數：3個（包括起終點站、伊勢濱站）
- 複線路段：沒有（全線單線）
- 電氣化路段：沒有（全線非電氣化（日语：非電化））
- 閉塞方式：票券閉塞式

## 車站列表
所有車站都位於宮崎縣日向市。公司名、路線名等以廢除時為準。
| 中文站名 | 日文站名 | 英文站名 | 站間距離 | 營業距離 | 接續路線               |
| -------- | -------- | -------- | -------- | -------- | ---------------------- |
| 日向市   |          |          | -        | 0.0      | 日本國有鐵道：日豐本線 |
| 伊勢濱   |          |          | 1.8      | 1.8      |                        |
| 細島     |          |          | 1.7      | 3.5      |                        |